# 트윅 트윅
트윅 윌리엄 트윅(Tweek William Tweak)은 《사우스 파크》 만화영화 시리즈에 나오는 가상의 등장인물이다. 트윅은 17091 Bonanza 거리에 있는 갈색집에서 살고 있다. 트윅은 2 시즌부터 등장하기 시작하였고, 맷 스톤이 목소리를 맡았다. 그의 이름은 메탐페타민(각성제)을 사용하는 사람을 언급하는 속어에서 가지고 왔다.

## 개요

### 과잉 활동적
트윅은 과잉 활동아로 그려지며, 헝클어진 금발머리와, 일반적으로 어울리지 않는 풀색의 단추달린 셔츠와, 감청색 바지를 입고 있다. 트윅은 기발한 버릇을 가지고 있는데;트윅은 자존감이 낮아 소심하고, 신경과민이며, 보통 카페인을 과량 섭취를 하고 있는데, 이건 그를 과대 망상증과, 과잉 활동적으로 만들고 있다. 게다가 그가 "난 잠을 거의 못자..."라고 주장하기도 한다. 그의 목소리는 보통 긴장되어있고,공포에 떠는 경항이 있는데, "악! 이건 나에게 너무 과도해, 나는 할 수 없어!" 아니면, 여기서 약간 변이된 말을 주로 한다. "Osama Bin Laden Has Farty Pants" 에피소드에서는 트윅은 숙명론을 실행하는 것처럼 보인다.

### 커피
트윅의 부모님은 Tweek Bros. Coffee 라는 가게를 운영하며, 트윅이 불안해 할
때마다 그를 커피로 진정시키려고 한다. 그러나 그에게 커피는 오히려 카페인 수치를 증가시키는 것뿐만 아니라, 정서불안의 영향을 미치는 것에도 일조하고 있다. 하지만 정작 그 누구도 커피가 트윅의 정서불안의 원인이라고 생각하지 않는다. 왜냐하면 트윅은 티미하고 비슷하게 엉터리 ADHD진단을 받게 되는데, 티미하고 다른점은, 트윅이 정신병적인 증상을 드러내고 있기 때문이다. 그나마 딱 한번 Gnomes 에피소드에서 스탠이 트윅에게 커피가 정서불안의 원인이 아니냐고 그의 부모님께 물어본 적이 있다. 여담으로, Free Hat 에피소드에서 스티븐 스필버그의 경호원 중 한 명이 트윅을 코카인 중독자로 부르는 점이 흥미롭다.

## 주목할 만한 등장
"Gnomes" 에피소드에서 처음으로 등장한다. 여기서 트윅의 아버지가 운영하는 커피숍인 "Tweek Bros. Coffee"가 거대한 커피 소매 업체인 "Harbucks" - 스타벅스의 패러디 - 로부터 사우스 파크에 가게를 열게, 그의 가게를 팔라는 압박을 받았고, 트윅의 아버지는 그에 굴하지 않았다. 한편, 트윅은 자신의 팬티를 훔져가는 작은 요정들을 보게 되고, 요정들이 팬티를 다 가져가게 될까봐 불안해한다. 같은 과제 조원인 스탠, 카일, 카트만은 처음에 요정을 환각이라며 믿지 않았지만, 결국 그것이 환각이 아니라 사실이었음을 알게 된다.
Tweek Vs. Craig 에피소드에서 트윅은 크레이그와 싸우게 된다. 후에 크레이그와는 Tweek X Craig 에피소드에서 사귀게 된다. 4명의 아이들은 리얼리티 쇼를 풍자한 선택을 하게 되고, 스탠과 카일, 카트만은 버터스를 그들의 무리에서 몰아낸다. 그리고 트윅이 시즌6의 6번째 에피소드에서 스탠, 카일, 카트만 무리의 일원이 된다.
"Bebe's Boobs Destroy Society" 에피소드에서, 카트만은 그를 자신이 속해있는 무리에서 몰아내기로 결심한다(그는 버터스와 교체되었고, 버터스는 케니와 교체되었다). 하지만 카일은 "트윅은 멋져" 라고 말하면서 오히려 그를 몰아내자는 제안에 반대했다. 스탠 역시 카일의 말에 찬성하여 결국 트윅 대신 카트만을 그들 무리에서 몰아낸다. 이렇게 트윅은 계속 그들의 친구로 남아있는 데 성공했다. (물론 이 에피소드 이후로 카트만은 다시 무리에 어울린다.)
"Free Hat" 에피소드에서, 트윅은 조지 루커스와 스티븐 스필버그가 "레이더스"를 바꾸려는 것을 막는 캠페인에 동참하게 된다. 후에 스탠과 카일, 카트만이 그들에게 포로로 잡히게 되자, 트윅은 이들을 구하기 위해 "레이더스"의 바뀐 버전을 RPG-7로 부숴버리겠다고 스티븐 스필버그를 협박한다. (레이더스의 패러디. 레이더스에서는 인디아나 존스가 성궤를 파괴하겠다고 으름장을 놓는다.) 그러나, 협박은 실패로 돌아가게 되고, 트윅은 다른 친구들과 마찬가지로 포로로 붙잡혀서 "레이더스"의 수정판 시사회를 보게 되는 처지에 놓이고 만다.

## 잡다한 상식
- 트윅은 예전에 티미와 지미랑 중국에 가본 적이 있다.
- 트윅은 이전에 감기약 중독자였다.
- 트윅은 사우스 파크 야구단에서 12번 유니폼을 입고 있다.
- 그는 크레이그의 메트로섹슈얼 갱단 중 한 명이다.
- 시즌6 이후로 스탠, 카일, 카트만 무리에서 나와 크레이그 패거리 또는 다른 친구들과 어울리게 되었다.
- 트윅은 월드 오브 워크래프트 게임에서 노움 캐릭터를 가지고 있다.
- 트윅은 성당에 갈 때 정확하게 녹색 대신에 파란색 셔츠를 입고 간다.